# Списък на космонавти, посетили ОС „Салют“
Азбучен списък на космонавтите, посещавали орбиталните станции „Салют“. Имената на членовете на основните експедиции са маркирани с по-тъмен шрифт. Космонавтите, посетили повече от един път орбиталните станции в скоби е посочен броят на посещенията.
САЛЮТ-1
- Владислав Волков
- Георгий Доброволски
- Виктор Пацаев

САЛЮТ-3
- Юрий Артюхин
- Павел Попович

САЛЮТ-4
- Георгий Гречко
- Алексей Губарев
- Пьотър Климук
- Виталий Севастянов

САЛЮТ-5
- Борис Волинов
- Юрий Глазков
- Виктор Горбатко
- Виталий Жолобов

САЛЮТ-6
- Владимир Аксьонов
- Валери Биковски
- Виктор Горбатко
- Георгий Гречко
- Алексей Губарев
- Жугдердемидийн Гурагча
- Владимир Джанибеков (2)
- Александър Иванченков
- Зигмунд Йен
- Леонид Кизим
- Пьотър Климук
- Владимир Ковальонок (2)
- Валерий Кубасов
- Владимир Ляхов
- Олег Макаров (2)
- Юрий Малишев
- Леонид Попов (2)
- Думитру Прунариу
- Владимир Ремек
- Юрий Романенко (2)
- Валерий Рюмин (2)
- Виктор Савиних
- Генадий Стрекалов
- Арналдо Тамайо Мендес
- Фам Туан
- Берталан Фаркаш
- Мирослав Хермашевски

САЛЮТ-7
- Александър Александров
- Олег Атков
- Анатолий Березовой
- Владимир Васютин
- Игор Волк
- Александър Волков
- Георгий Гречко
- Владимир Джанибеков (3)
- Александър Иванченков
- Леонид Кизим (2)
- Жан-Лу Кретиен
- Валентин Лебедев
- Владимир Ляхов
- Юрий Малишев
- Леонид Попов
- Виктор Савиних
- Светлана Савицка (2)
- Александър Серебров
- Владимир Соловьов (2)
- Генадий Стрекалов
- Ракеш Шарма